# KHL-TV
KHL-TV (russe : КХЛ-ТВ) est la première chaîne de télévision russe consacrée au hockey sur glace. Créée en 2009, elle couvre les championnats de la Ligue continentale de hockey, de la Molodiojnaïa Hokkeïnaïa Liga et de la VHL, diffusant les matchs à travers la Russie et les pays de la CEI. 
Elle diffuse également certains des matchs les plus importants du championnat de la ligue de hockey suédoise, et divers autres championnats de hockey sur glace.
La chaîne compte parmi ses commentateurs sportifs plusieurs anciens joueurs de hockey, dont Boris Maïorov, ancien joueur du HK Spartak Moscou, et Aleksandr Khavanov, ancien joueur des Blues de Saint-Louis et des Maple Leafs de Toronto.